# Брайкович, Янез
Янез Брайкович (словен. Janez Brajkovič, также известен как Яни Брайкович (словен. Jani Brajkovič), род. 18 декабря 1983 в Метлике, СФРЮ) — словенский профессиональный шоссейный велогонщик. Чемпион мира до 23 лет в индивидуальной гонке на время 2004 года. Участник летних Олимпийских игр 2012 года.

## Победы
| 2004 - Чемпион мира до 23 лет в индивидуальной гонке на время - Чемпионат Словении до 23 лет: - Чемпион в групповой гонке - Чемпион в индивидуальной гонке на время 2005 - Чемпионат Европы до 23 лет, индивидуальная гонка на время — 3-е место - Чемпион мира среди военнослужащих в индивидуальной гонке на время 2006 - Чемпион мира среди военнослужащих в индивидуальной гонке на время 2007 - Тур Джорджии — генеральная и молодёжная классификации 2008 - Чемпион мира среди военнослужащих в индивидуальной гонке на время 2009 - Чемпион Словении в индивидуальной гонке на время | 2010 - Критериум Дофине — этап 3 и генеральная классификация 2011 - Чемпион Словении в индивидуальной гонке на время 2012 - Тур Словении — генеральная классификация - Вуэльта Каталонии — этап 3 2013 - Вуэльта Испании — этап 1 (TTT) |

## Статистика выступлений наГранд Турах
| Гранд Тур | 2006 | 2007 | 2008 | 2009 | 2010 | 2011 | 2012 | 2013 | 2014 | 2015 | 2016 | 2017 |
| --------- | ---- | ---- | ---- | ---- | ---- | ---- | ---- | ---- | ---- | ---- | ---- | ---- |
| Джиро     | -    | -    | -    | 18   | -    | -    | -    | -    | сход | -    | -    | -    |
| Тур       | -    | -    | -    | -    | 43   | сход | 9    | сход | -    | -    | -    | 45   |
| Вуэльта   | 30   | сход | -    | -    | -    | 22   | -    | 26   | -    | -    | -    | -    |